# Mario Kart: Super Circuit
Mario Kart: Super Circuit, conegut al Japó com a Mario Kart Advance (マリオカートアドバンス, Mario Kāto Adobansu) és un videojoc de carreres pertanyent a la saga Mario Kart, desenvolupat per Intelligent Systems i publicat per Nintendo en 2001 per a Game Boy Advance. Va ser el primer joc de la saga a eixir per a una consola portàtil, predecessor de Mario Kart DS. També fou el primer joc de la saga que no va ser desenvolupat per Nintendo EAD, sent desenvolupat aquest lliurament per Intelligent Systems.

## Personatges jugables
- Mario
- Luigi
- Peach
- Toad
- Yoshi
- Wario
- Donkey Kong
- Bowser